# 西爾·波特
西爾·貝特倫·波特（Cecil Bertram Potter，1888年11月14日—?）在英國西薩塞克斯郡西賀菲出生，是哈德斯菲爾德、打比郡及哈特普爾聯的前任職業足球領隊。